# Gloria, gloria
Gloria, gloria is een single van Sandra Reemer als kindersterretje Sandra. Zowel van het lied, als van de single is nauwelijks iets bekend. Het lied is geschreven door Vasco, Rendael, del Rincon en voorzien van een Nederlandse tekst door Van Santen. Dit is het enige lied waarbij deze combinatie voorkomt.
De B-kant Sprookjesbal is een cover van Shake me I rattle (Squeeze me I cry) van Hal Hackady en Charles Naylor. Dat werd oorspronkelijk gezongen door de Lennon Sisters (1957) en Marion Worth had er een hit mee. De Nederlandse tekst is geschreven door Post.
Beide liedjes werden uitgevoerd in een arrangement van Frans Kerkhof, die tevens leiding gaf aan het begeleidend orkest.
Nederland en België hadden nog geen officiële hitparades, dus verkoopcijfers zijn niet bekend.
Sandra Reemer

Al di là · Stille nacht, heilige nacht · 'k Zweef aan m'n ballonnetje · Gloria, gloria · Sluimer zacht · Singapura · Hoe leit dit kindeke · Mijn gitaar · Kopi susu · Als jij maar wacht · Een bos rozen · Heimwee · Mijn concert · Teddy song · Jij vergeet · Since you have gone · (I've got) A love like a rainbow · Simon Zealotes · Love me, honey · The party's over · Trust in me · This is your heartbeat · How little we know · Colorado · Nothing's gonna change · It hurts to be in love · America here I come · Indonesia · Get it on · Rien ne va plus · Fly like an angel · Gold · All out of love · Sleep with me tonight · Laughter in the rain · Goodnight, sweetheart, goodnight · Smoke gets in your eyes · La colegiala · For your love · He was the one · Love is cruel · Domenica · The last goodbye · Mensen zoals jij · Kom naar me toe · Alles wat ik wil · Een boom voor het leven · De mooiste droom is vogelvrij
Sandra en Andres

Storybook children · Somethin' in my heart · For the first time in my life · Reach for the moon · Let us pray together · Love is all around · Those words · Que je t'aime · Mary Madonna · Als het om de liefde gaat · Mama mia · Auntie · Aime-moi · Dzjing boem! · True love · You believed · Oh, nous sommes très amoureux
Dutch Divas

Work that body · From New York to L.A.